# Iași Open 2023
Iași Open 2023 a fost un turneu de tenis profesionist care s-a jucat pe terenuri cu zgură, în aer liber. A fost cea de-a patra ediție a turneului masculin care face parte din ATP Challenger Tour 2023, și a doua ediție a turneului feminin care face parte din turnee WTA 125 din 2023. A avut loc la Iași, România în perioada 10–16 iulie 2023 pentru bărbați și între 17–23 iulie pentru femei.

## Puncte și premii în bani

### Distribuția punctelor
| Probă  | C   | F  | SF | QF | R16 | R32 | Q   | Q2  | Q1  |
| Simplu | 100 | 60 | 36 | 20 | 9   | 0   | 5   | 2   | 0   |
| Dublu  | 100 | 60 | 36 | 20 | 0   | N/A | N/A | N/A | N/A |

### Premii în bani
| Probă  | C        | F       | SF      | QF      | R16     | R32     | Q   | Q2    | Q1    |
| Simplu | 16.020 $ | 9.415 $ | 5.555 $ | 3.240 $ | 1.900 $ | 1.160 $ | N/A | 580 $ | 290 $ |
| Dublu* | 6.845 $  | 4.050 $ | 2.400 $ | 1.420 $ | N/A     | 800 $   | N/A | N/A   | N/A   |

*per echipă